# Dolichopus zhelochovzevi
Dolichopus zhelochovzevi är en tvåvingeart som beskrevs av Negrobov 1976. Dolichopus zhelochovzevi ingår i släktet Dolichopus och familjen styltflugor. Inga underarter finns listade i Catalogue of Life.